# Saharopin dehidrogenaza (NAD+, formira L-glutamat)
Saharopin dehidrogenaza (+, formira -glutamat) (EC 1.5.1.9, dehidrogenaza, saharopin (formira nikotinamid adenin dinukleotid, glutamat), saharopinska dehidrogenaza, + oksidoreduktaza (formira L-2-aminoadipic-delta-semialdehid i glutamat), aminoadipinski semialdehid sintaza, 6-N-(L-1,3-dikarboksipropil)--lizin:+ oksidoreduktaza (formira -glutamat)) je enzim sa sistematskim imenom N6-(-1,3-dikarboksipropil)--lizin:+ oksidoreduktaza (formira -glutamat). Ovaj enzim katalizuje sledeću hemijsku reakciju
6-(-1,3-dikarboksipropil)-L-lizin + NAD+ +2O {\displaystyle \rightleftharpoons } -glutamat + (S)-2-amino-6-oksoheksanoat + NADH + H+
Ovaj enzim se javlja zajedno sa EC 1.5.1.8, saharopinskom dehidrogenazom (NADP+, formira L-lizin).

## Literatura
- Nicholas C. Price; Lewis Stevens (1999). Fundamentals of Enzymology: The Cell and Molecular Biology of Catalytic Proteins (Third изд.). USA: Oxford University Press. ISBN 019850229X.
- Eric J. Toone (2006). Advances in Enzymology and Related Areas of Molecular Biology, Protein Evolution (Volume 75 изд.). Wiley-Interscience. ISBN 0471205036.
- Branden C; Tooze J. Introduction to Protein Structure. New York, NY: Garland Publishing. ISBN 0-8153-2305-0.
- Irwin H. Segel. Enzyme Kinetics: Behavior and Analysis of Rapid Equilibrium and Steady-State Enzyme Systems (Book 44 изд.). Wiley Classics Library. ISBN 0471303097.

## Spoljašnje veze
- Saccharopine+dehydrogenase+(NAD+,+L-glutamate-forming) на 